# L'entrata del porto a Port-en-Bessin
L'entrata del porto a Port-en-Bessin è un dipinto a olio su tela (54,8x64,5 cm) realizzato nel 1888 dal pittore francese Georges-Pierre Seurat. È conservato nel Museum of Modern Art di New York.
Seurat dipinge questo quadro durante una vacanza trascorsa a Port-en-Bessin.